# Lionel Tardy
Pour les articles homonymes, voir Tardy.
Lionel Tardy, né le 7 juin 1966 à Annecy-le-Vieux (Haute-Savoie), est un chef d'entreprise et homme politique français.

## Biographie
Informaticien de profession, Lionel Tardy est entre 2000 et 2015 gérant de la société de services et de conseil en informatique LTI (Lionel Tardy Informatique).
Il devient vice-président chargé du secteur des services de la CGPME de Haute-Savoie, puis président à partir de novembre 2005. Il démissionne de la présidence de la CGMPE Haute-Savoie, en janvier 2007, mais en reste administrateur, pour se présenter aux élections législatives de juin 2007.

### Premier mandat de député à l'Assemblée nationale (2007-2012)
Bien que novice en politique, il a été élu député le 17 juin 2007, pour la XIIIe législature (2007-2012), dans la 2e circonscription de la Haute-Savoie en battant, au second tour, le député sortant Bernard Bosson (PSLE) avec 55,51 % des suffrages. Il s'est engagé au non-cumul de mandats. Son élection contre une personnalité marquante de la vie politique haut-savoyarde s'explique notamment par le soutien officieux dont il bénéficiait de la part de nombreux élus de l'UMP, rancuniers envers Bernard Bosson pour son soutien tiède et tardif à Nicolas Sarkozy lors de l'élection présidentielle.
Élu sous étiquette « divers droite », il siège cependant dans le groupe UMP à l'Assemblée nationale.
En 2009, lors des discussions sur la loi Création et Internet (dite HADOPI), il est le député de la majorité présidentielle s'investissant le plus activement contre le principe de la riposte graduée, avec des arguments techniques et juridiques, à la fois dans l'hémicycle et dans les médias. Une partie de ses arguments sont repris par le Conseil constitutionnel dans la censure partielle de la loi. Lionel Tardy s'oppose au projet de loi supplémentaire (dit HADOPI2).
Le 30 juin 2010, Lionel Tardy s'illustre également lors de l'audition de Raymond Domenech par le Parlement au retour de la Coupe du monde en Afrique du Sud. Opposé à l'audition à huis clos, Lionel Tardy retranscrit les propos tenus via Twitter.

### Deuxième mandat de député à l'Assemblée nationale (2012-2017)
En juin 2012, il est réélu avec 56,50 % des voix face au candidat socialiste Denis Duperthuy.
Lors de la découverte de « l’affaire Bygmalion », il s’exprime pour le départ de Jean-François Copé et dénonce le manque de transparence au sein de l’UMP.
Dans l’opposition, il intervient régulièrement sur les thématiques telles que l’économie, la copie privée, l’open data, le handicap, la simplification administrative et les « comités Théodule »,.
Il dépose une proposition de loi en février 2016 pour la réforme de la rémunération pour copie privée,.
Il soutient François Fillon pour la primaire présidentielle des Républicains de 2016.
Il demeure, même n'appartenant pas la majorité dans ce deuxième mandat, toujours très actif : l'agence de communication Rumeur publique l'identifie dans son classement de tous les députés comme celui au sein de l'opposition ayant eu le plus d'amendements adoptés sur le quinquennat de François Hollande.
Il se présente pour un 3e mandat en 2017 mais est battu par Frédérique Lardet qui obtient 53,60 % des voix.

### Retrait puis retour dans la vie politique locale (2017-)
Sans aucun mandat électif depuis sa défaite aux élections législatives de 2017, Lionel Tardy annonce en avril 2021 son retour en politique en présentant sa candidature aux élections départementales dans le canton d'Annecy-4, en tandem avec Magali Mugnier, adjointe au maire d'Annecy, et colistière de Frédérique Lardet aux élections municipales. Ils sont élus et il devient 7e vice-président du conseil départemental, chargé des routes, des bâtiments, de la mobilité et du numérique.

## Mandats électoraux
- 20 juin 2007 au 20 juin 2017 : député de la deuxième circonscription de la Haute-Savoie
- juillet 2021 : Vice-président du conseil départemental de la Haute-Savoie